# Miedes (ort i Spanien)
Miedes är en ort i Spanien.   Den ligger i provinsen Provincia de Zaragoza och regionen Aragonien, i den nordöstra delen av landet, 210 km nordost om huvudstaden Madrid. Miedes ligger 775 meter över havet och antalet invånare är 486.
Terrängen runt Miedes är huvudsakligen kuperad, men åt sydost är den platt. Runt Miedes är det mycket glesbefolkat, med 7 invånare per kvadratkilometer. Närmaste större samhälle är Calatayud, 16,5 km nordväst om Miedes. Omgivningarna runt Miedes är i huvudsak ett öppet busklandskap.